# Encryptor
Encryptor byla panamská grindcore/death metalová kapela z města Panamá existující v letech 1999 až 2010. Jedná se o jednu z prvních panamských deathmetalových skupin, které vešly ve známost i v zahraničí. Mozkem kapely byl Felipe Diez vystupující pod pseudonymy Phil nebo Ogrustorm (mj. člen unblackmetalové kapely Sorrowstorm), který byl také hlavní postavou křesťanského metalu na panamské hudební scéně, než později přesídlil do Spojených států amerických. Encryptor se tedy řadí do subžánru white metal (křesťanský metal).
Debutové studiové album s názvem Drowning in Flesh vyšlo v roce 2001 u firmy Nascent Frost Productions. Celkem má skupina na svém kontě dvě řadové desky a dvě kompilační alba.
Logo kapely je vyvedeno v klasickém deathmetalovém střihu s trny/ostny.

## Diskografie
Studiová alba
- Drowning in Flesh (2001)
- Sermon Decay (2003)

Kompilační alba
- Cryptic Works (2005) – vydání obou řadových alb na jednom CD
- Encryption (1999-2006) (2006)